# Alessandro Venanzio
Alessandro Venanzio (Bergamo, 1836 – Milano, 1911) è stato un patriota italiano.
Cacciatore delle Alpi durante la battaglia di San Fermo, nel 1860 militò nelle truppe emiliane di Manfredo Fanti. Nel 1863 seguì Francesco Nullo in Polonia, ma dopo la morte del comandante fu fatto prigioniero e condannato alla pena capitale.
Il re gentiluomo Vittorio Emanuele II convinse in maniera diplomatica i Russi affinché la sua pena fosse commutata in lavori forzati; Venanzio passò gli anni seguenti come minatore della Transbajkalia.
Ritornato in libertà, si mise in contatto con Giuseppe Garibaldi e nel 1870 partecipò alla spedizione rivoluzionaria sui Vosgi.